# ليو إيلين
ليو إيلين (بالهولندية: Leo Ehlen)‏ هو لاعب كرة قدم هولندي في مركز الدفاع، ولد في 20 مايو 1953 في Broeksittard ‏ في هولندا، وتوفي في 10 فبراير 2016 في سيتارد في هولندا بسبب اعتلال الكلية. لعب مع رودا كيركراده وفورتونا سيتارد ونادي واترشاي ثور.